# 不羈騎士
《不羈騎士》（英語：The Bikeriders）是一部2023年美國犯罪劇情片，由傑夫·尼科爾斯編導，茱蒂·康默、奧斯汀·巴特勒、湯姆·哈迪、麥可·夏儂、波伊德·霍布魯克和達蒙·海瑞曼主演。故事靈感源自丹尼·萊昂1967年出版的同名寫真集，描述「汪達爾摩托車俱樂部」的生活，同時也是美國「亡命之徒摩托車俱樂部」的虛構版本。
本片2023年8月31日登上第50屆特柳賴德影展舉行全球首映，2024年6月21日在美國上映。《不羈騎士》由二十世紀影業製作，由於2023年SAG-AFTRA罷工，發布被延遲。最終，焦點影業從製片攝政企業手中獲得電影版權。電影獲得了普遍正面的口碑，全球票房收入超過3500萬美元。

## 演員
- 茱蒂·康默飾演凱西（Kathy）
- 奧斯汀·巴特勒飾演班尼（Benny）
- 湯姆·哈迪飾演強尼（Johnny）
- 麥可·夏儂飾演齊皮可（Zipco）
- 麥克·費斯飾演丹尼·萊昂（英语：Danny Lyon）
- 波伊德·霍布魯克飾演卡爾（Cal）
- 達蒙·海瑞曼飾演布魯斯（Brucie）
- 托比·華勒斯（英语：Toby Wallace）飾演小子（The Kid）
- 艾莫瑞·柯恩飾演蟑螂（Cockroach）
- 博·納普飾演瓦胡（Wahoo）
- 卡爾·葛魯斯曼飾演柯爾克（Corky）
- 哈皮·安德森（英语：Happy Anderson）飾演大傑克（Big Jack）
- 諾曼·李杜斯飾演有趣桑尼（Funny Sonny）

## 製作
2022年8月，據報導傑夫·尼科爾斯將編導一部由茱蒂·康默、奧斯汀·巴特勒和湯姆·哈迪主演的電影。同月，宣佈麥可·夏儂、波伊德·霍布魯克和達蒙·海瑞曼參演。9月，托比·華勒斯、艾莫瑞·柯恩、博·納普、卡爾·葛魯斯曼和哈皮·安德森參演。10月，諾曼·李杜斯參演。

### 拍攝
主體拍攝於2022年10月在辛辛那提開始進行。

## 外部連結
- 互联网电影数据库（IMDb）上《不羈騎士》的资料（英文）
- 豆瓣电影上《不羈騎士》的資料 （简体中文）